# Luyten 726-8
 Luyten 726-8 (UV Ceti sau Gliese 65) este un sistem binar din constelația Balena. Este una dintre cele mai apropiate stele de Pământ, aflându-se la doar ~2,68 pc sau 8,7 ani-lumină.
Sistemul cel mai apropiat de Luyten 726-8 este cel al Tau Ceti, la 3,2 ani-lumină de acolo.

## Descoperirea
Sistemul stelar a fost descoperit în 1948 de Willem Jacob Luyten care compila un catalog de stele cu puternică mișcare proprie. Apoi a descoperit că steaua cea mai puțin strălucitoare (Luyten 726-8 B) era o variabilă și a fost denumită UV Ceti.